# Dasyvalgus setipygus
Dasyvalgus setipygus är en skalbaggsart som beskrevs av Moser 1917. Dasyvalgus setipygus ingår i släktet Dasyvalgus och familjen Cetoniidae. Inga underarter finns listade i Catalogue of Life.